# Scott Fisher
Scott Charles Fisher (San Jose, 20 luglio 1963) è un ex cestista e allenatore di pallacanestro statunitense naturalizzato australiano.

## Carriera
Con l'Australia ha disputato i Giochi olimpici di Atlanta 1996 e i Campionati mondiali del 1998.